# Нова Ляля
Нова Ляля (на руски: Новая Ляля) е град в Свердловска област, Русия. Населението на града към 1 януари 2018 година е 11 879 души.

## История
През 1938 година селището получава статут на град.